# Шуляк Андрій
Андрій Шуляк — український селянин з Меденичів, тепер Дрогобицького району Львівської області. Посол Галицького сейму 2-го скликання в 1867–1869 роках від округу Лука — Меденичі (обраний від IV курії).